# Вдовиченко Олександр Володимирович
Олекса́ндр Володи́мирович Вдовиче́нко (1984—2023) — полковник Центру спеціальних операцій «Альфа» Служби безпеки України, учасник російсько-української війни, який загинув у ході російського вторгнення в Україну. Повний кавалер ордена «За мужність», Герой України (посмертно).

## Життєпис
Народився 17 січня 1984 року в Одеській області.
Під час російського вторгнення в Україну — керівник групи снайперів, полковник Центру спеціальних операцій «Альфа» Служби безпеки України. Під його керівництвом групи снайперів здійснили понад 10 результативних виходів на Донеччині.
Загинув 17 березня 2023 року поблизу м. Бахмут Донецької області.
Похований з почестями 20 березня 2023 року в Подільському районі Одеської області.

## Нагороди
- звання Герой України з удостоєнням ордена «Золота Зірка» (2023, посмертно). Нагороду отримали з рук Президента України Володимира Зеленського 29 серпня 2023 у м. Києві близькі Героя під час урочистостей з нагоди Дня пам'яті захисників України.[2]
- орден «За мужність» I ступеня (23.08.2021) — за вагомий особистий внесок у зміцнення обороноздатності Української держави, мужність, виявлену під час бойових дій, зразкове виконання службового обов'язку та з нагоди Дня Незалежності України[4];
- орден «За мужність» ІІ ступеня (24.03.2020) — за особисті заслуги у зміцненні національної безпеки, мужність і самовіддані дії, виявлені у захисті державного суверенітету України, зразкове виконання службового обов'язку[5];
- орден «За мужність» ІІІ ступеня(24.03.2018) — за собисті заслуги у зміцненні національної безпеки, мужність, високий професіоналізм та зразкове виконання службового обов'язку[6].

## Вшанування пам'яті
2 вересня 2023 року в Національній академії Служби безпеки України, за традицією, новому курсу присвоєно ім'я Героя України. Цього разу — полковника СБУ Олександра Вдовиченка..